# نجة

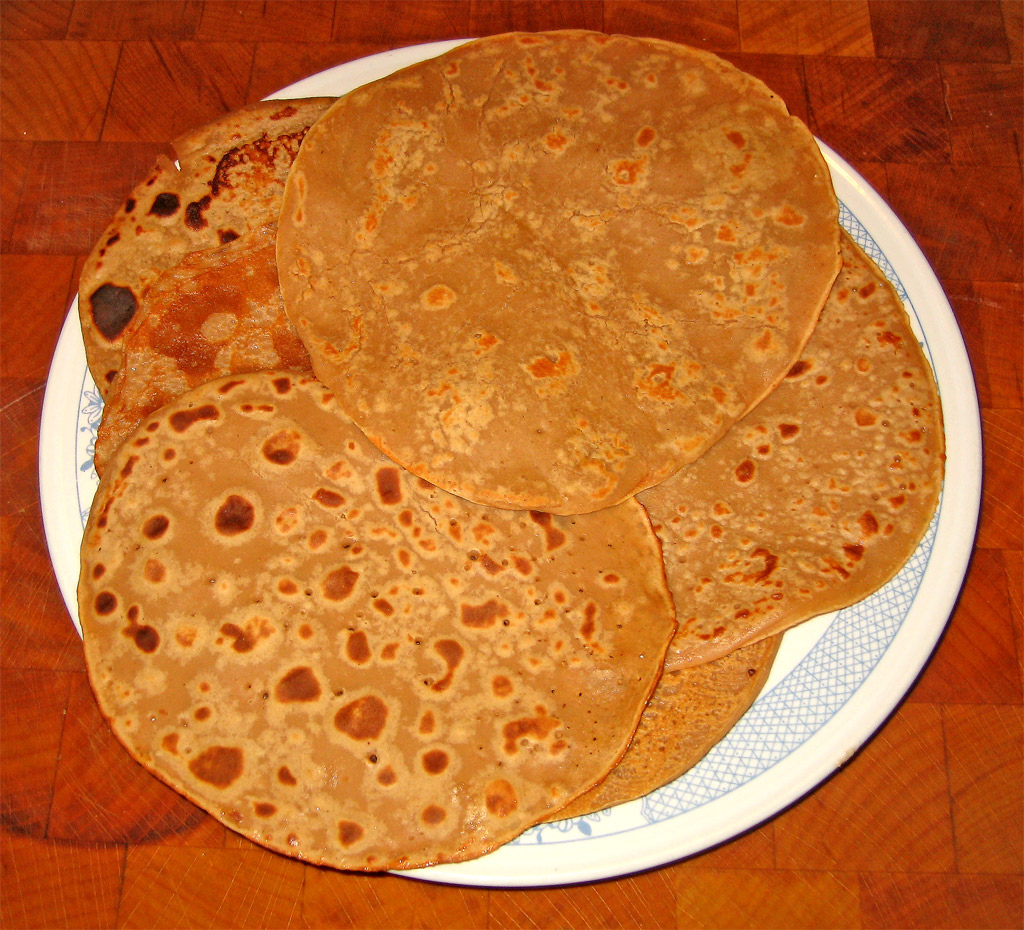
طبق من نِجَّة من تُسكانة

النِّجَّة (بالإيطالية: Niccio) (لفظ: نِتشو) جَلِتٌ مصنوع من دقيق الكستناء وهو طبق محلي في بعض المناطق الجبلية في أَبِنِّينة في تُسكانة وإمِلية في إيطاليا وفي جزيرة قرشقة في فرنسا.
يميل الناس اليوم إلى عد النِّجَّة حلوى لكن الفلاحين اعتادوا تناولها مع الأطعمة اللذيذة. 
أعلنت الحكومة الإيطالية أن النِّجَّة طعام إقليمي إيطالي تقليدي في تسكانة.

## التحضير
العجين مصنوع من دقيق الكستناء والماء والقليل من الملح.  يُخزن دقيق الكستناء في منطقة بستوية في حاويات خاصة من خشب الكستناء أو في صناديق خشبية فيؤخذ الدقيق منها وتُنخل من خلال غربال ثم يقطع العجين يدويًا.  يعد الطهي صعبًا ويتطلب خبرة كبيرة وأقراصًا خاصة تسمى testi مصنوعة من الحجر الرملي المُطفأ بالنار أو المُزوَّى التي يجب أن تسخن على نار الموقد  أو في أقراص حديدية بمقابض طويلة تسمى ferri أو forme والتي يجب وضعها على سطح موقد الحطب.

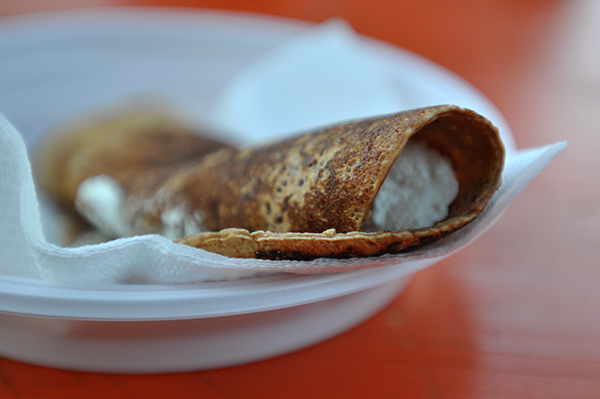
نِجَّة محشوّة بجبن الرِكُتَّة